# Bóng rổ tại Đại hội Thể thao Đông Nam Á 1985
Bóng rổ tại Đại hội Thể thao Đông Nam Á năm 1985 được tổ chức tại Gymnasium thuộc Bangkok Youth Centre, Bangkok, Thái Lan, từ ngày 9 đến 16 tháng 12 năm 1985 . Hai giải đấu (nam và nữ) đều thi đấu theo thể thức vòng tròn một lượt (round robin), nơi đội dẫn đầu bảng xếp hạng chung cuộc giành huy chương vàng, đội đứng thứ hai nhận huy chương bạc và đứng thứ ba nhận huy chương đồng.
Ở giải nam, đội tuyển Philippines trở thành nhà vô địch, tiếp theo lần lượt là Malaysia (huy chương bạc) và Thái Lan (huy chương đồng). Đối với giải nữ, Malaysia giành vị trí cao nhất, Philippines xếp thứ nhì, và Singapore đứng thứ ba .

## Tóm tắt kết quả
| Nội dung     | Gold        | Silver      | Bronze    |
| ------------ | ----------- | ----------- | --------- |
| Đồng đội nam | Philippines | Malaysia    | Thailand  |
| Đồng đội nữ  | Malaysia    | Philippines | Singapore |